# Sammontana
Sammontana S.p.A. è un'azienda alimentare italiana specializzata nella produzione di gelati, croissanterie surgelata e dolci da ricorrenza. È stata fondata nel 1948 a Empoli, in provincia di Firenze, dove tuttora ha la sede.
L'azienda ha quattro siti produttivi in Italia a Verona, Empoli, Vinci e Pomezia:  detiene circa il 20% della quota di mercato del gelato industriale italiano (il 13% direttamente e il 7% tramite Sanson, controllata dalla Granmilano e acquisita dalla stessa Sammontana) e circa il 40% di quella della croissanterie surgelata. Nel primo dei due settori succitati è preceduta da Algida, controllata dal gruppo anglo-olandese Unilever, mentre si trova davanti a Motta, di proprietà della joint-venture Froneri.
L'attuale logo dell'azienda venne realizzato nel 1980 dal grafico statunitense Milton Glaser, che lo ritoccò nel 2015.

## Storia

### Le origini
Sammontana viene fondata nel 1948 da Romeo Bagnoli, che acquista un bar latteria a Empoli. Il nome deriva dalla vicina Fattoria Sammontana, situata nel vicino comune di Montelupo Fiorentino, da cui la famiglia Bagnoli acquista il latte fresco. La latteria avvia una piccola produzione di gelato, nel 1948 il figlio maggiore di Romeo, Renzo Bagnoli insieme ai fratelli Sergio e Loriano inizia a produrre gelato anche per la vendita fuori dal territorio di Empoli.
La prima meccanizzazione della produzione avviene quando i fratelli Bagnoli rintracciano attrezzature utili per sviluppare la propria attività tra i pezzi di macchinari per la produzione dell'ice-cream lasciati dall'esercito statunitense in un deposito di ferraglie a Genova.
Si avvia così la produzione meccanizzata di gelato, mantenendo comunque una dimensione artigianale. I fratelli Bagnoli si occupano della progettazione e dell'adeguamento delle macchine, degli impianti frigoriferi e degli impianti di conservazione.
Fino al 1954 il gelato viene venduto solamente nella gelateria Sammontana a Empoli. Nel 1955, Sammontana inizia a vendere gelato anche a terzi consegnandolo a bar e latterie in un barattolo di metallo progettato da Sammontana contenente sei litri di gelato.
Tre anni dopo, nel 1958 viene costruito il nuovo stabilimento in via Tosco-Romagnola a Empoli, ancora oggi sede attuale dell'azienda.

### Gli anni della crescita

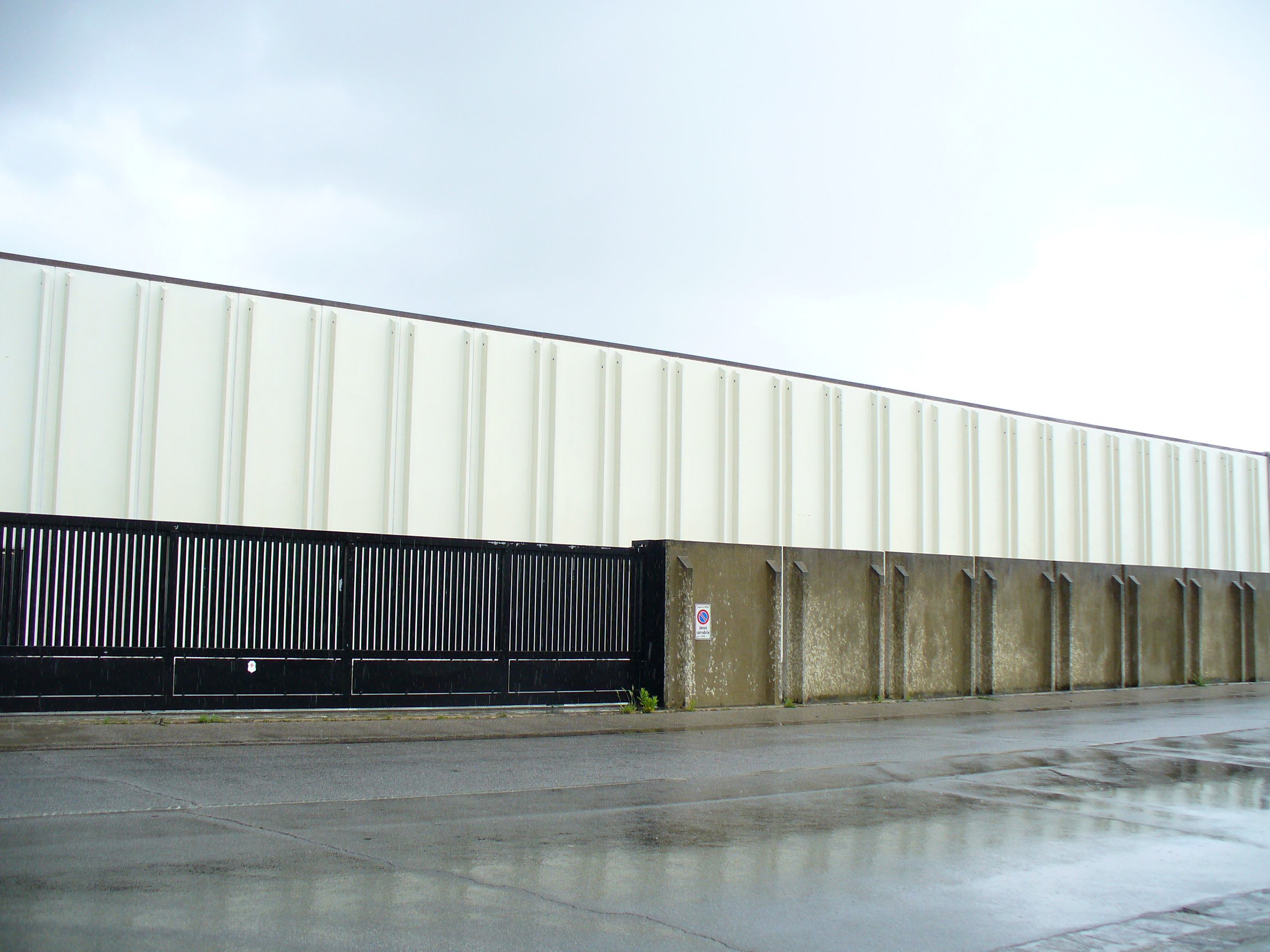
Fabbrica Sammontana

Negli anni 1970 Sammontana intraprende alcune azioni:
- i banchi frigoriferi per la vendita del gelato sfuso vengono dati in comodato ai commercianti;
- il barattolo da sei litri con cui i bar vengono inizialmente riforniti viene sostituito da una vaschetta di cartone;
- viene lanciato sul mercato il Barattolino (1971), una confezione di plastica con la capacità di un litro di gelato.

Successivamente, tra la fine degli anni 1970 e l'inizio degli anni 1980, i gelati Sammontana vengono distribuiti nei bar di quasi tutta Italia e anche nei punti vendita della grande distribuzione.
Nel 1980 il marchio dell'azienda, un cono gelato sorridente creato da Renzo Bagnoli nel 1957, viene ridisegnato dal grafico  statunitense Milton Glaser e cinque anni dopo, Sammontana sponsorizza la squadra ciclistica Sammontana-Bianchi oltre alle squadre di calcio della Fiorentina e dell'Empoli.
Nel 1988 con l'inizio della diversificazione dell'offerta, l'azienda entra nel mercato dei prodotti da forno acquistando un laboratorio specializzato nella città di Vinci, comune limitrofo a Empoli, lanciando la distribuzione di croissanterie congelata con il marchio Il Pasticcere.
Nel 1995 nasce il Cinque Stelle, un cono al gusto croccantino che diventa poi una linea di gelati di maggiore qualità.

### Dagli anni 2000 a oggi
Nel giugno 2008 ha rilevato da Barilla Holding S.p.A. la GranMilano S.p.A., che opera in Italia coi marchi Gelati Sanson, Mongelo e Tre Marie. La cifra dell'operazione si è aggirata sui 190 milioni di euro, di cui 110 versati direttamente a Barilla e 80 per la destrutturazione del debito. Dal 1º gennaio 2014 l'azienda ha ufficialmente ceduto la proprietà della società milanese Tre Marie ricorrenze srl alla Galbusera, tranne la divisione cornetti surgelati. Nell'estate 2020 l'azienda riceve un finanziamento di 10 000 000 € dalla Cassa Depositi e Prestiti.
Nel febbraio 2024 i dirigenti di Sammontana e della società finanziaria Investindustrial si accordano tra loro per acquisire le aziende Bindi-Forno d'Asolo per organizzare un gruppo aziendale costituito da vari marchi storici dell'industria dolciaria italiana.

## Prodotti principali
- Barattolino, lanciato nel 1959 nel periodo in cui si iniziano a diffondere i frigoriferi con congelatore. Barattolino è l'evoluzione del secchiello da 6 litri con cui Sammontana, negli anni 1950 e 1960, riforniva i bar concessionari.
- Cinque Stelle, lanciato nei primi anni '90 inizialmente come cono al gusto di croccantino, si è poi evoluto in una linea di gelati di maggiore qualità.
- Coppa Oro, lanciata negli anni 1960.[13]
- NonMordere: lanciato nel 2015.
- Stecco Ducale: lanciato nel 1986.

## Comunicazione
Il primo marchio venne sviluppato dal pittore locale Sineo Gemignani, il quale realizzò il volto di un corsaro che lecca un cono gelato facendo l'occhiolino. Nel 1980 nacque il logo più conosciuto: il cono umanizzato, con gli occhi, la bocca e una linguetta rossa a esprimere apprezzamento. In seguito Milton Glaser lo rivisitò nella forma più nota, semplificandolo e collocandolo al centro di una mezzaluna orizzontale con lo slogan «Gelati all'italiana»; nel 2015 riceve un leggero restyling volto ad aggiornarlo ai tempi.
Sammontana ha stipulato partnership legate all'intrattenimento, al tempo libero e alla cultura tra cui il parco divertimenti Aqualandia a Jesolo, il camping Union Lido a Cavallino (VE), l'Acquario di Genova e soprattutto Gardaland, la quale è tuttora in corso; alle mascotte degli ultimi due, l'azienda toscana ha dedicato gelati confezionati, di cui solo quelli di Prezzemolo sono ancora in produzione. Altro importante accordo vi è stato con Barilla per la produzione di gelati coi nomi Ringo (prodotto precedentemente dalla Sanson, che era stata proprietà di Barilla attraverso GranMilano) e  Pan di Stelle fino al 2021, quando la stessa produzione di questi ultimi è passata alla Algida.

## Sponsorizzazioni

Sammontana sponsor di maglia dell' nella stagione 1997-1998

Negli anni 1960 Renzo e Loriano crearono una squadra ciclistica professionale, la Sammontana, che iniziò a correre ufficialmente nel 1973. Nel 1985, venne rinominata Sammontana-Bianchi e adottò una maglia biancoceleste; l'anno seguente uno dei ciclisti della squadra, Moreno Argentin, vinse il campionato del mondo a Colorado Springs.
Nel mondo del calcio, storico è il legame tra Sammontana e i concittadini dell'Empoli, di cui è stato sponsor di maglia ininterrottamente dal 1983 al 2004 e nuovamente dal 2017 a oggi. Nel corso degli anni l'azienda è stata sponsor ufficiale di varie compagini toscane, su tutte la Fiorentina tra il 1994 e il 1997, oltreché di altre realtà calcistico regionali quali Grosseto, Livorno e Siena.
Tra gli altri sport, per la competizione velica dell'America's Cup 2007 disputatasi a Valencia, Sammontana è stata fornitore ufficiale di Luna Rossa Challenge. Altresì duraturo è il legame tra l'azienda e il beach soccer.

## Loghi

Logo usato tra il 1980 e il 2015
Logo in uso dal 2015